# 모색 폰세카
모색 폰세카(스페인어: Mossack Fonseca & Co.)는 파나마의 로펌이다. 파나마의 수도 파나마시티에 위치해 있다.

## 역사
1977년 유르겐 모색이 로펌을 설립했다. 1986년 라몬 폰세카가 입사했다. 상법, 신탁, 투자자 고문, international structure가 전문분야이다.
유르겐 모색은 1948년 독일 출생이다. 부친인 에르하르트 모색은 제2차대전 당시 나치의 무장친위대 병장(Rottenführer)이었다. 1948년 파나마로 이주해 쿠바를 정찰하는 미국 CIA 스파이로 활동했다.
2016년 현재 모색 폰세카는 파나마 최대 로펌이며, 돈세탁과 관련된 역외 서비스 부문 세계 4위 로펌이다.

## 사무소

### 영국령 버진아일랜드
영국령 버진아일랜드에 1987년 사무소를 개설해서, 10만개의 역외회사를 관리중이다. 영국령 버진아일랜드는 2016년 현재 전세계 110만개 역외회사 중에 42%인 45만개의 역외회사가 설립되어서, 세계최대 역외회사가 설립되어 활동중인 곳이다.

## 논란

### 파나마 페이퍼
2016년 파나마 페이퍼 사건으로, 모색 폰세카가 전세계에 화제가 되었다.

## 같이 보기
- 파나마 페이퍼
- 역외 금융 센터